# Oddział intensywnej terapii
Oddział intensywnej terapii, oddział intensywnej opieki medycznej, OIT, OIOM – oddział szpitala, w którym leczy się pacjentów znajdujących się w krytycznym stanie. Jego personel stanowią lekarze specjaliści anestezjologii i intensywnej terapii, pielęgniarki specjalistki w dziedzinie pielęgniarstwa anestezjologicznego i intensywnej opieki oraz ratownicy medyczni.
Różni się on tym od innych oddziałów szpitalnych, że trafiają do niego pacjenci w stanie wymagającym ciągłej obserwacji funkcji życiowych oraz wspomagania co najmniej jednego z następujących układów: 
- oddechowego – wentylacja mechaniczna
- pokarmowego – żywienie pozajelitowe
- krążenia – płucoserce.

Prowadzone jest skomplikowane leczenie, na przykład przy niewydolności oddechowej, krążeniowej, ciężkich zakażeniach (między innymi przy wstrząsie septycznym), wykonywana transfuzja krwi przy utracie krwi, dializa przy niewydolności nerek, hemodializa w przypadku niektórych zatruć. Prowadzi się monitoring parametrów czynności życiowych – między innymi temperatury ciała, częstości akcji serca, ciśnienia tętniczego, stężenia dwutlenku węgla w wydychanym powietrzu (kapnometria), glukozy w surowicy krwi, wykonuje się gazometrię.
Niezbędną składową leczenia osób nieprzytomnych są czynności wykonywane przez personel pielęgniarski, na przykład toaleta ciała, karmienie, zapobieganie odleżynom, odsysanie wydzieliny u zaintubowanych pacjentów, podawanie leków oraz nieustanny nadzór stanu chorego. Typowo na pielęgniarkę z OIT przypada jeden pacjent lub dwóch (częściej dwóch).
Ważnym elementem terapii na tym oddziale jest fizjoterapia zapobiegająca zanikom i przykurczom mięśni oraz pozwalająca utrzymać czynności układu ruchowego na prawidłowym poziomie.